# 소사이어티 (영화)
소사이어티(Society)는 미국에서 제작된 브라이언 유즈나 감독의 1989년 영화이다. 빌리 워락 등이 주연으로 출연하였고 키스 월리 등이 제작에 참여하였다.

## 출연

### 주연
- 빌리 워락
- 코니 대니즈

### 조연
- 벤 슬랙
- 에반 리처즈
- 패트리스 제닝스
- 팀 바텔
- 찰스 루시아

## 제작진
- 미술: 매튜 C. 제이콥스
- 의상: 로빈 루이스-웨스트
- 배역: 도나 B. 앤더슨